# Anthurium manabianum
Anthurium manabianum är en kallaväxtart som beskrevs av Thomas Bernard Croat. Anthurium manabianum ingår i släktet Anthurium och familjen kallaväxter. Inga underarter finns listade.